# الأحزاب السياسية في أرض الصومال
في عام 2002 تم إقرار قانون التعددية الحزبية في جمهورية أرض الصومال، ووفقا لدستور الجمهورية لا يمكن وجود أكثر من ثلاثة أحزاب سياسية في آن واحد.
الأحزاب السياسية في أرض الصومال
1- حزب التضامن (Kulmiye).
2- الحزب الوطني (Waddani).
3- حزب العدالة والتنمية (UCID).